# Євроігри

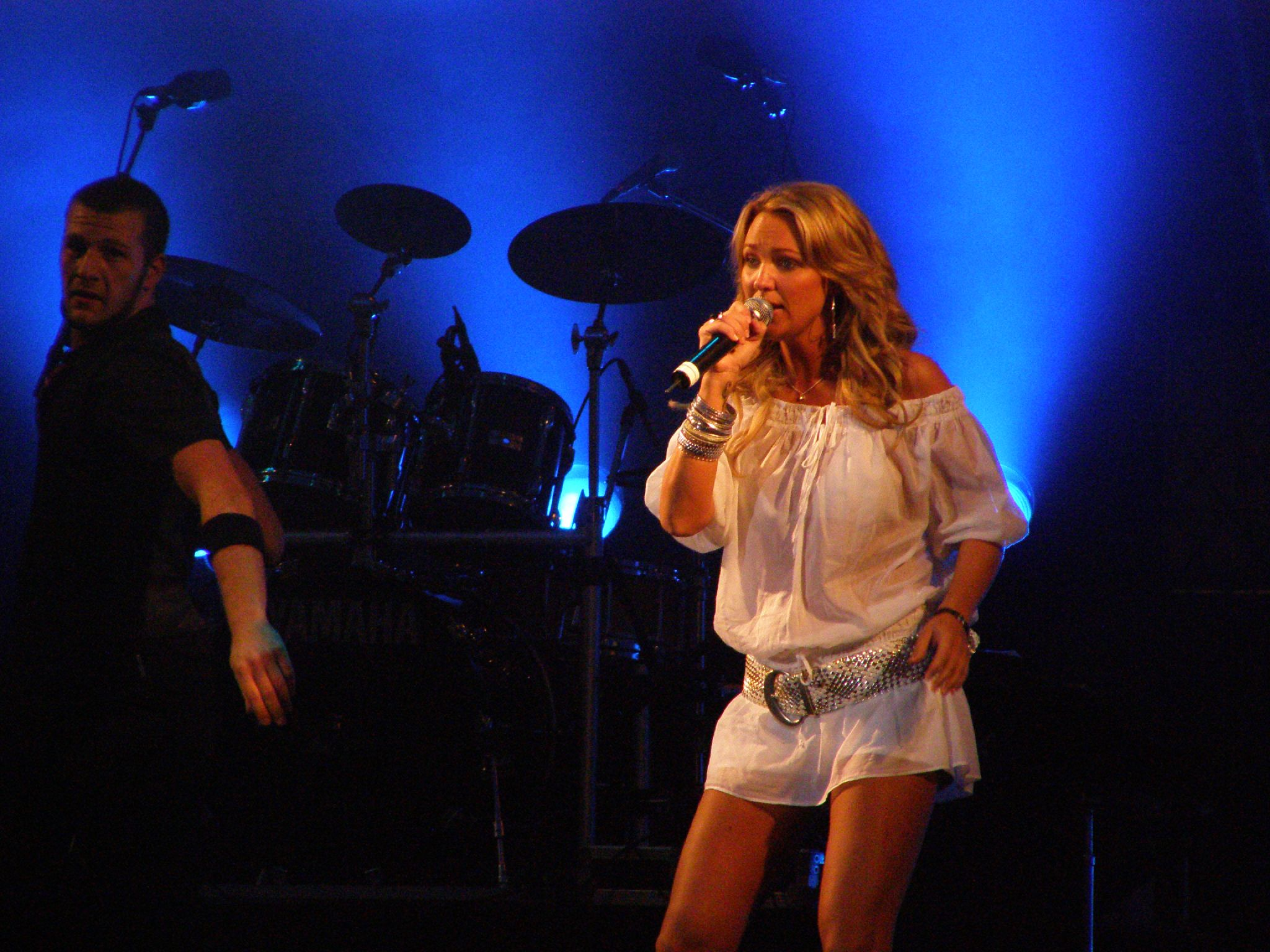
Кейт Райан на церемонії відкриття Евроігор 2007

Євроігри (англ. EuroGames) — спортивні змагання, які відбуваються на пошану взаємної поваги, толерантності та рівних прав для ЛГБТ-спільноти.
Так само як у Всесвітніх гей-іграх, в них беруть участь люди будь-якої сексуальної орієнтації та будь-якого віку й рівня спортивної майстерності. Євроігри влаштовуються однією або кількома організаціями-учасницями Європейської федерації геїв і лесбійок у спорті (ЄФГЛС, англ. European Gay & Lesbian Sport Federation) у країнах Євросоюзу.
Ідея таких змагань народилася 1986 року, після Гей-ігор у Сан-Франциско, а вперше Євроігри відбулися у Гаазі 1992 року, тоді близько 300 атлеток і атлетів з п'яти європейських країн змагалися у волейболі, футболі, бадмінтоні та баскетболі. Залежно від кількості спортивних дисциплін, Євроігри поділяються на великі й малі.
На відміну від Угорщини, Польщі, Словаччини, Румунії та Росії, Україна не є представленою на змаганнях, адже не має спортивної ЛГБТКІ+ організації, яка була б членкинею ЄФГЛС.
| Євроігри | Рік  | Місто             | Країна          | Кількість учасників | Кількість країн учасниць | Кількість спортивних дисциплін | Примітка        | Додаткові міста проведення |
| -------- | ---- | ----------------- | --------------- | ------------------- | ------------------------ | ------------------------------ | --------------- | -------------------------- |
| I        | 1992 | Гаага             | Нідерланди      | 300                 | 5                        | 4                              |                 |                            |
| II       | 1993 | Гаага             | Нідерланди      | 540                 | 8                        | 6                              |                 |                            |
| III      | 1995 | Франкфурт         | Німеччина       | 2000                | 13                       |                                |                 |                            |
| IV       | 1996 | Берлін            | Німеччина       | 3247                | 18                       | 17                             |                 |                            |
| V        | 1997 | Париж             | Франція         | 2000                | 18                       | 17                             |                 | Брюссель, Цюрих            |
|          | 1999 | Манчестер         | Велика Британія |                     |                          |                                | скасовані       | Кельн                      |
| VI       | 2000 | Цюрих             | Швейцарія       | 4500                |                          | 19                             |                 | Гамбург                    |
| VII      | 2001 | Ганновер          | Німеччина       | 1500                |                          | 7                              | Малі Євроігри   |                            |
| VIII     | 2003 | Копенгаген        | Данія           | 2200                |                          | 7                              | Малі Євроігри   |                            |
| IX       | 2004 | Мюнхен            | Німеччина       | 5300                | 38                       | 27                             |                 | Відень                     |
| X        | 2005 | Утрехт            | Нідерланди      | 2855                | 44                       | 9                              | Малі Євроігри   |                            |
| XI       | 2007 | Антверпен         | Бельгія         | 3650                | 38                       | 11+1                           | Малі Євроігри   |                            |
| XII      | 2008 | Барселона         | Іспанія         | >5000               | 40                       | 25                             |                 |                            |
| XIII     | 2011 | Роттердам         | Нідерланди      | 6000                |                          | 26                             |                 |                            |
| XIV      | 2012 | Будапешт          | Угорщина        | 2500                |                          |                                |                 |                            |
| XV       | 2015 | Стокгольм         | Швеція          | 4465                | 71                       | 28                             | Великі Євроігри |                            |
| XVI      | 2016 | Гельсінкі         | Фінляндія       | 1400                | 56                       | 14                             | Євроігри        |                            |
| XVII     | 2019 | Рим               | Італія          | 1900                |                          | 12                             |                 |                            |
|          | 2020 | Дюсельдорф        | Німеччина       |                     |                          |                                | скасовані       |                            |
| XVIII    | 2021 | Копенгаген/Мальме | Данія/ Швеція   | 2000                |                          | 22                             |                 |                            |
| XIX      | 2022 | Неймеген          | Нідерланди      |                     |                          |                                |                 |                            |
| XX       | 2023 | Берн              | Швейцарія       |                     |                          |                                |                 |                            |

## Див. Також
- Гей-ігри
- Гей-родео
- World Outgames
- ЛГБТ-туризм